# Bulandshahr
Bulandshahr è una suddivisione dell'India, classificata come municipal board, di 176.256 abitanti, capoluogo del distretto di Bulandshahr, nello stato federato dell'Uttar Pradesh. In base al numero di abitanti la città rientra nella classe I (da 100.000 persone in su).

## Geografia fisica
La città è situata a 28° 23' 60 N e 77° 50' 60 E e ha un'altitudine di 195 m s.l.m..

## Società

### Evoluzione demografica
Al censimento del 2001 la popolazione di Bulandshahr assommava a 176.256 persone, delle quali 93.066 maschi e 83.190 femmine. I bambini di età inferiore o uguale ai sei anni assommavano a 26.085, dei quali 14.193 maschi e 11.892 femmine. Infine, coloro che erano in grado di saper almeno leggere e scrivere erano 110.458, dei quali 64.339 maschi e 46.119 femmine.